# Милый друг (фильм, 2012)
«Милый друг» (англ. Bel Ami) — кинофильм режиссёров Деклана Доннеллана и Ника Ормрода. Экранизация одноимённого романа французского писателя Ги де Мопассана. Съёмки начались в феврале 2010 года и проходили в Лондоне и Будапеште.
Одним из исполнительных продюсеров выступил Саймон Фуллер.

## Сюжет
Сюжет фильма основан на одноимённом произведении французского классика Ги де Мопассана и повествует о жизни и карьере Жоржа Дюруа. Отставной военный Жорж Дюруа, закончивший свою армейскую карьеру, приезжает в Париж попытать счастья. Служа канцелярским работником на железнодорожной станции, он не может найти перспектив для карьерного роста и влачит жалкое существование в дешёвой квартире. Но его жизнь полностью меняется, когда он встречает своего старого армейского друга Форестье, который предлагает ему место в газете, где сам работает. Главный козырь Дюруа — невероятная способность влюбить в себя любую женщину (чем он успешно и пользуется). Фильм представляет собой не только яркое описание жизненных приключений Дюруа, но и в подробностях изображает быт и нравы Франции конца XIX века.

## В ролях
- Роберт Паттинсон — Жорж Дюруа
- Ума Турман — Мадлена Форестье
- Кристин Скотт Томас — Виржини Руссе
- Кристина Риччи — Клотильда де Марель
- Холлидей Грейнджер — Сюзанна Руссе
- Колм Мини — господин Руссе
- Наталия Тена — Рашель

## Прокат
Премьера фильма в Словакии и Чехии состоялась 22 марта 2012 года, в России, Сингапуре и на Украине — 29 марта 2012 года, в Австралии и Хорватии — 24 мая 2012 года.

## Награды и номинации
- Фильм был представлен во внеконкурсной программе 62-го Берлинского кинофестиваля.

## Критика
Из рецензии на фильм в журнале «Сеанс»:
«Милый друг» — кино в первую очередь о движении, которое с годами осознаётся как основополагающая категория искусства Доннеллана. Если его сценические работы почти всегда были о неукротимом — в обгон, внахлёст, на опережение — движении вперёд, то первый киноопыт получился бесстрастной хроникой безостановочного движения вверх: к нему, очищенному от всякой социально-идеологической шелухи, сведено содержание романа Мопассана.